# Castell de l'Alcazaiba
El Castell de l'Alcazaiba, o de Sant Josep, és un dels dos castells (l'altra és el Castell del Rei) que trobem dins del recinte emmurallat de el Castell de Guadalest (Marina Baixa, País Valencià). La seua situació, sobre una roca, domina tota la vall i sobremira l'embassament de Guadalest. Fou construït pels musulmans al segle xi. Era molt important a l'Edat Mitjana. Però els terratrèmols del 1644 i el 1748, i la voladura del 1708 durant la Guerra de Successió acabaren amb ell en gran part. Actualment es conserven només algunes torres.